# Ove Steinvall
Kurt Ove Johannes Steinvall, född 20 september 1944 i Bureå församling, Västerbottens län, är en svensk civilingenjör.

## Biografi
Steinvall avlade filosofie kandidat-examen vid Uppsala universitet 1966 och civilingenjörexamen i teknisk fysik vid Uppsala universitet 1969. Han tog teknologie doktor-examen vid Chalmers tekniska högskola 1974 och blev docent i laser- och elektrooptik där 1982.
Han tjänstgjorde från 1969 vid Försvarets forskningsanstalt (FOA): 1969–1977 som forskningsingenjör, 1977–1994 som sektionschef för laserteknik i Huvudavdelning 3 (från 1982 med titeln laborator och från 1990 med titeln forskningschef) samt 1994–2000 som chef för Institutionen för lasersystem i Avdelningen för sensorteknik. FOA uppgick den 1 januari 2001 i Totalförsvarets forskningsinstitut och Steinvall tjänstgjorde där 2001–2008 som chef för Institutionen för lasersystem (2007 namnändrad till Institutionen för optroniksystem) i Avdelningen för sensorteknik.
Ove Steinvall invaldes 1991 som ledamot av Kungliga Krigsvetenskapsakademien.